# Гиссер, Георгий Георгиевич
Георгий Георгиевич Гиссер (3 (15) января 1872 — после 1934) — генерал-майор Российской императорской армии, участник Русско-японской, Первой мировой и Гражданской войны в России. Кавалер Золотого оружия «За храбрость» (1907).

## Биография
Георгий Гиссер родился 3 января 1872 года. По вероисповеданию принадлежал к реформаторской церкви. Образование получил в Санкт-Петербургской частной классической гимназии, которую окончил в 1889 году.
6 сентября 1889 года вступил на службу в Российскую императорскую армию. В 1892 году окончил Михайловское артиллерийское училище, из которого был выпущен в Динамюндскую крепостную артиллерию, в которой служил до 1899 года. В чин подпоручика был произведён со старшинством с 4 августа 1892 года, в чин поручика — с 10 августа 1894 года, в чин штабс-капитана — с 13 июля 1897 года. В 1899 году окончил Николаевскую академию Генерального штаба по 1-му разряду. В чин капитана был произведён со старшинством со 2 июня 1899 года. В том же году отбывал лагерный сбор в Виленском военном округе. С 26 ноября 1899 года по 24 ноября 1901 года был старшим адъютантом штаба 30-й пехотной дивизии, а с 1 октября 1900 по 1 октября 1901 года отбывал цензовое командование в должности командира роты в 119-м пехотном Коломенском полку. С 24 ноября 1901 года по 7 июня 1902 года занимал должность старшего адъютанта штаба 4-го армейского корпуса. С 7 июня 1902 года по 28 марта 1904 года был обер-офицером для поручений при штабе Виленского военного округа. В чин подполковника был произведён со старшинством с 28 марта 1904 года. С 28 марта по 3 июня 1904 года был штаб-офицером для поручений при штабе того же военного округа.
Принимал участие в русско-японской войне. С 3 июня 1904 года по 18 июня 1905 года занимал должность штаб-офицера для особых поручений при штабе 6-го Сибирского армейского корпуса. С 18 июня 1905 года по 11 ноября 1906 года был начальником штаба 72-й пехотной дивизии, а с 17 мая по 22 сентября 1906 года отбывал цензовое командование в 5-м Финляндском стрелковом полку. С 11 ноября 1906 года по 2 марта 1907 года  был штаб-офицером для особых поручений при штабе 17-го армейского корпуса. Со 2 марта 1907 года по 6 апреля 1908 года занимал должность помощника делопроизводителя Главного управления Генерального штаба, а с 6 апреля 1908 года был делопроизводителем Главного управления Генерального штаба. В чин полковника был произведён со старшинством с 14 апреля 1908 года. Действительный член Русского географического общества с 2 (15) марта 1911 года.
Был участником Первой мировой войны. 23 августа 1914 года был назначен командиром 197-го пехотного Лесного полка. 5 октября 1915 года «за отличие в делах» произведён в генерал-майоры со старшинством с 23 апреля 1915 года. 21 ноября 1914 года получил ранение. С 10 ноября 1915 года по 1 ноября 1916 года был начальником штаба 2-го армейского корпуса. 1 ноября 1916 года был назначен генерал-квартирмейстером штаба 11-й армии. С 25 февраля 1917 года состоял назначен в распоряжение начальника Генерального штаба. 22 июня 1917 года был назначен 2-м обер-квартирмейстером Главного управления Генерального штаба.
С 15 сентября 1917 года был экстраординарным профессором Николаевской академии Генерального штаба. С конца февраля 1918 года был военным агентом в Швеции. Принимал участие в Гражданской войне в России. С февраля по октябрь 1918 года служил в Красной армии.  2 сентября 1918 года был отозван от занимаемой должности и вызван в Россию. В период с 1918 по 1922 годы принимал участие в антибольшевистских формированиях на Восточном фронте. Затем эмигрировал в Швецию. По состоянию на 1934 год жил в Швеции.

## Сочинения

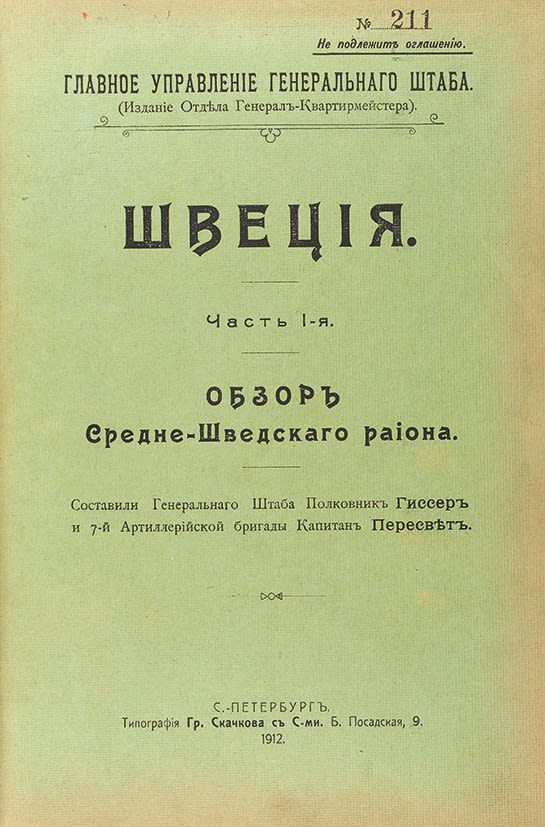
Гиссер, Пересвет. «Швеция» (1912)

Георгий Георгиевич Гиссер был автором следующих работ:
- Гиссер Г. Г., Колюбакиным Б. М. Военная география. Лекции. — СПб., 1908.
- Гиссер Г. Г. Военная география России / Сост. преп. Павл. и Владимир. воен. уч-щ Ген. штаба полк. Гиссер и подполк. Марков. — СПб., 1910.
- Гиссер Г. Г. Военная география. — СПб., 1911.
- Гиссер Г. Г., кап. Пересвет. Швеция. — СПб., 1912.

## Награды
Георгий Георгиевич Гиссер был удостоен следующих наград:
- Золотое оружие «За храбрость» (1907);
- Орден Святого Владимира 3-й степени (6 декабря 1911); мечи к ордену (3 июня 1915);
- Орден Святого Владимира 4-й степени с мечами и бантом (1906);
- Орден Святой Анны 2-й степени с мечами (1906);
- Орден Святой Анны 3-й степени с мечами и бантом (1905);
- Орден Святого Станислава 1-й степени с мечами (21 июля 1916);
- Орден Святого Станислава 2-й степени с мечами (1905);
- Орден Святого Станислава 3-й степени (1902).